# Demodikóza

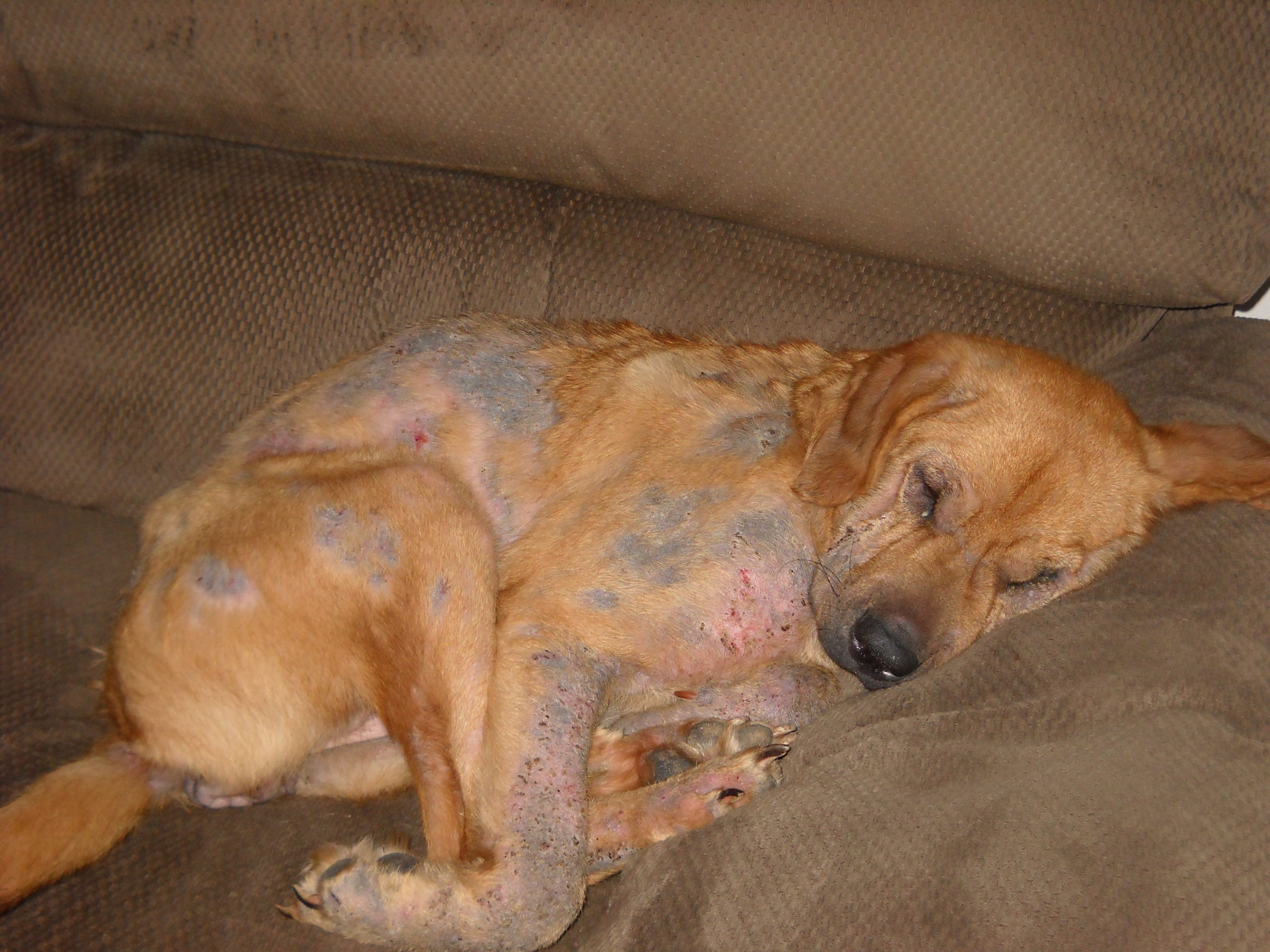
Demodikóza u psů

Demodikóza neboli trudníkovitost (v hovorové řeči se demodikóza označuje také jako červená prašivina) je kožní onemocnění způsobené parazity skupiny Demodex ssp. Nejznámějším zástupci jsou trudník psí (Demodex canis) a trudník kočičí (Demodex cati), ovšem u koček je tato nemoc zřídkakdy pozorována. Trudníci však mohou napadat i jiné savce (výjimkou jsou mořští savci jako kytovci nebo tuleni) a člověka. Obvykle s určitou specifitou na úrovni poddruhů. Obecně demodikózou trpí především krátkosrstá plemena nebo také plemena mající brachycefalickou hlavu. Nejčastěji trudníkovitostí trpí dalmatini, němečtí ovčáci, dobrmani, francouzští buldočci, šarpeje, jezevčíci, dogy a boxeři.
Ve většině případů parazit napadá mazové žlázy nebo místa chlupových váčků. U koček se parazit projevuje alopeciemi, šupinatěním kolem očí nebo ušním zánětem. Trudník nejčastěji napadá mladá zvířata nebo jedince se sníženou imunitní reakcí.
Onemocnění je v podstatě problémem imunitního systému. U velkých rychle rostoucích plemen psů je častý výskyt právě v období největšího růstu. Jedná se o „úporné onemocnění“. Vyléčení je otázkou měsíců. Velmi dobré výsledky byly zaznamenány při léčbě lékem zvaným Milbemax, jehož užívání nastaví veterinární lékař podle hmotnosti psa, a to i při generalizované formě.

## Původce onemocnění

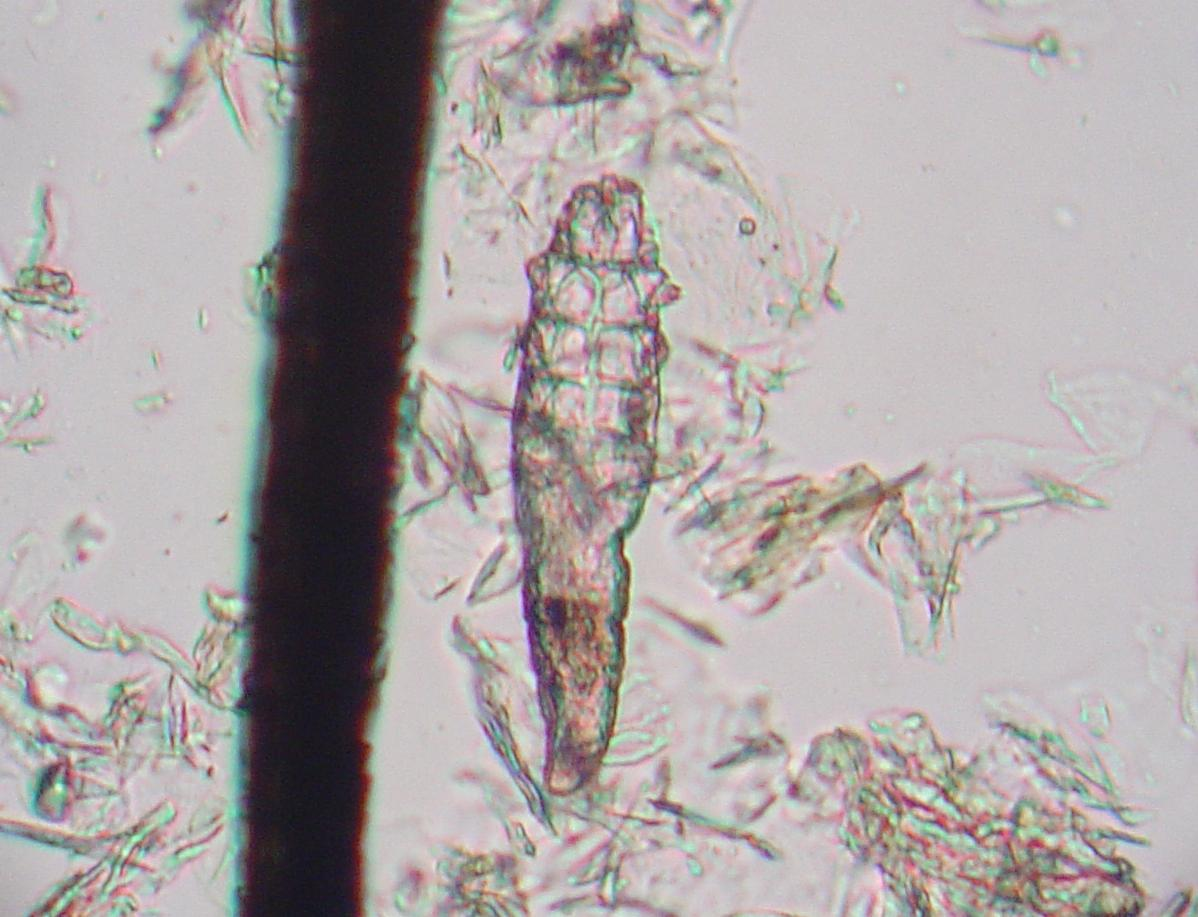
Demodex canis

Demodikózu způsobuje rod Demodex, který zahrnuje zhruba 65 druhů parazitů příbuzných roztočům, jejichž přirozeným hostitelem jsou převážně savci. Žijí v jejich vlasových folikulech, případně v místech s větším výskytem mazových žláz (uši, tlama, třísla, ocasní část atd.). Trudník je relativně malý parazit ze skupiny roztočů, má doutníkovitý tvar, dosahuje délky 0,1 mm až 0,5 mm. Samice je většinou větší než samec. Trudník má čtyři páry podsaditých nožek, které slouží k pohybu po hostiteli, přičemž trudník psí většinu svého života tráví v samotném chlupovém folikulu.
Nejznámějším zástupce rodu Demodex je trudník psí (Demodex canis) a trudník kočičí (Demodex cati), nicméně existují i dva druhy parazitující na člověku (Demodex folliculorum a Demodex brevis). Méně známé druhy, jako je Demodex gatoi nebo Demodex injai, můžeme u psů nalézt také.
- Demodex canis: žije výhradně v chlupových folikulech psů. Parazit se množí přímo na hostiteli a prochází několika vývojovými stadii, podobně jako veš na člověku.
- Demodex gatoi: žije spíše na povrchu kůže, často i s Demodex canis.
- Demodex injai: nežije na povrchu kůže nebo v chlupovém váčku, ale v samotných mazových žlázách.
- Demodex cati: zřídkakdy vyskytující se na kočkách. Obvykle v oblasti očí nebo ve zvukovodech.

### Vývojový cyklus parazita
Vývojový cyklus trudníka probíhá v chlupovém folikulu po dobu zhruba 2–5 týdnů v závislosti na podmínkách pro vývoj vajíčka. K samotnému oplození dochází ovšem na povrchu těla. Sameček oplodní samičku a zhruba po 3–7 dnech uhyne, zatímco samička se vrátí do vlasového váčku. Zde postupně naklade vajíčka. Po hodinách až dnech se z vajíčka vylíhne larva, která musí poměrně rychle projít nymfálními stadii (protonymfa a trytonymfa) do stadia dospělce. Celý proces trvá zhruba 14 dní. Dospělý jedinec uhyne přibližně do 35 dnů od vylíhnutí.
Dospělý jedinec se ve vlasovém váčku živí kožním mazem a odumřelými kožními buňkami. U zdravých jedinců je množství trudníků regulováno imunitním systémem.

## Přenos
K přenosu trudníka dochází tehdy, když se nachází na povrchu kůže nebo srsti, což je v době, kdy se trudníci rozmnožují. Nejčastěji tak dochází k přenosu z feny na štěně, protože jsou spolu dostatečně dlouho v kontaktu a trudník má dostatek času se přemístit ze srsti matky na štěně, případně mechanicky, a to při otírání, sání mléka aj.
První příznaky přenosu můžeme na štěněti či jiném savci obvykle pozorovat až po několika měsících, když se dokážou trudníci dostatečně namnožit. U většiny štěňat tento parazit „mizí“ působením imunitních látek do 18 měsíců. Zhruba u 10 % štěňat či dospělých psů demodikóza pokračuje. Z lokální formy se stává generalizovaná forma. Nakazit se lze pouze přímým kontaktem. Nejvíce jsou náchylná štěňata během prvních několika dnů, kdy jsou výlučně kojena fenou a jsou stále v její blízkosti.

## Rizikové faktory onemocnění
Všechny rizikové faktory mají ve většině ohledů společný jeden hlavní faktor a tím je imunitní systém. Při předejití vzniku demodikózy je nutno brát v potaz více faktorů:
- Očkování či odčervení (případně jeho absence).
- Přezubování
- Při dospívání, kdy se v organismu mění poměr hormonů (obzvlášť u fen při prvním a druhém hárání).
- Léčba kortikosteroidy, které částečně potlačují imunitní systém.
- Jiné nemoci, které oslabí imunitní systém (bakterie, viry, jiní parazité).
- Psychický stav psa (týraná nebo špatně živená zvířata jsou k demodikóze náchylnější, dále různé stresové situaci, jako je stěhování, úmrtí majitele, hluk atd.)
- Alergie a špatná snášenlivost léku, krmiva.
- Zranění
- Březost, kojení či samotný porod.
- Nízká vlhkost a vysoké teploty vzduchu venku nebo uvnitř domu.

## Diagnostika
Vzhledem k velikosti trudníka, nelze jeho přítomnost odhalit hned, ale až s viditelnými kožními projevy (zarudlá kůže, vypadávání chlupů, neosrstěná místa na povrchu kůže). Přítomnost samotného trudníka se musí diagnostikovat mikroskopicky nebo na základě prohlídky u veterináře. Počet jedinců na cm² může čítat až 80 000. U psů nebo obecně u savců se trudník vyskytuje přirozeně (zhruba u 30 – 60 % zdravých psů), ale v omezeném množství. Imunitní systém zvířete si s parazitem celkem bez větších problému poradí, pokud není oslabený, proto nejrizikovějšími skupinami jsou především mladí jedinci, stará zvířata a jedinci se sníženou funkci imunitního systému.
Pro samotnou mikroskopickou diagnózu je nutné odebrat kožní seškrab, chlupy a část tkáně z meziprstních prostor. Dále se provádí biopsie kůže. Pro samotnou diagnostiku je nutné test i opakovat, v případě že jsou výsledky negativní. Pokud průkaznost není zcela jasná obvykle se zavádí preventivní léčba. Samotný seškrab se provádí skalpelem, na které se nanese kapka parafinového oleje. Ihned po odebrání se vzorek zkoumá pod mikroskopem (zhruba 100× zvětšení).
Problém v diagnostice bývá často také u některých psích plemen (př. šarpeje), která mají "volnější" kůži. U těchto psích plemen dochází často k chronickému ztluštění kůže, což může způsobit chybné výsledky testu. V takovém případě se provádí biopsie kůže nebo se preventivně nasadí léčba. Na rozdíl od jiných onemocnění (př. svrab) je nutné, aby se na daném jedinci nacházel živý trudník, a to nejlépe se všemi fázemi životního cyklu.

### Formy demodikózy
Příznaků demodikózy může být mnoho, proto ji není lehké poznat, proto demodikózu dělení několika způsoby na:
1. Dle věku: juvinilní formu (u mladých zvířat do věku 2 let, někdy se uvádí 18 měsíců) a adultní formu (zvířata starší 2 let, někdy také již od 18 měsíců).
2. Dle rozsahu: forma lokalizovaná (pouze ohniska) nebo generalizovaná (na celém těle).
3. Dle symptonů: forma skvamózní (suchá) a pustulózní (hnisavá)

Jednotlivé formy mohou na sebe "navazovat" nebo přecházet jedna v druhou, proto není vyloučeno, že u jednoho jednice se mohou vyskytovat různé formy demodikózy během jeho života. Všechny uvedené demodikózy způsobuje převážně zástupce Demodex canis.

#### Lokální forma a generalizovaná forma
Lokální forma se vyskytuje spíše jen u štěňat do věku 18 měsíců (někdy může přecházet i do dospělosti jako adultní forma), kdy dochází k celkovému zesílení imunitního systému. Projevuje okrouhlými ložisky bez chlupů, s výrazným zarudnutím a drobným šupinatěním pokožky. Nejčastěji se nachází v hlavové části kolem uší, nosu a na čele. Obvykle odezní sama, pokud zdravý jedinec má dostatečně silný imunitní systém. Lokalizovaná forma se obvykle omezí na jedné až dvě místa. Někdy se lokální forma demodikózy dělí na:
- Lokalizovaná, spontánní demodikóza: většinou běžně odezní, klasická forma.
- Lokalizovaná, iatrogenní demodikóza: na rozdíl od spontánní formy je vyvolaná hormonální léčbou nebo kortikosteroidy.

Generalizovaná forma přechází z lokalizované asi v 10% případů. Obvykle je doprovázena dalšími kožními chorobami, nejčastěji s chronickou dermatitidou. Pokud hovoříme o generalizované formě, měla by postihovat minimálně ¼ těla psa a měla by být plošně souvislá, nevytváří tedy ložiska. O obou forem je nutno diagnózou prokázat, o které formu jde, jelikož generalizovaná forma je obtížnější na léčbu. Generalizovaná forma obvykle indikuje nějaký zdravotní problém, proto není vyloučeno, že po vyléčení se demodikóza vrátí v lokální formě. Podobně jako lokální forma může být i generalizovaná dělena na dva základní typy:
- Generalizovaná, dědičná demodikóza: o mladých jedinců do věku 2 let. Obvykle se jedná o klasickou generalizovanou formu, kdy jde o vrozenou poruchu imunity. Často může být doprovázena druhotnou bakteriální infekcí.
- Generalizovaná demodikóza způsobená iatrogenní nebo spontánní imunosupresí:vyskytuje se u starších psů a často následkem nějaké léčby (nejčastěji při léčbě nádorů, metabolických poruch nebo onemocnění jater).

#### Skvamózní (suchá) a pustulózní (hnisavá) forma
Skvamózní a pustulózní demodikóza se řadí mezi chronická onemocnění. Vznikají nejčastěji v důsledku zanedbání léčby generalizované demodikózy. Projevem jsou často hnisavé záněty kůže, oblasti mezi prsty jsou často velmi zarudlé a obtížně se tak léčí. Skvamózní forma bývá svědivá a dochází k sekundární invazi bakterií. Naopak u pustulózní formy dochází nejen k sekundární bakteriální infekci, ale také k hnisání chlupových folikul. Při léčbě je tedy nutné léčit bakteriální onemocnění, tak vyskytujícího se parazita.

#### Pododemodikóza
Jde částečně o vyčlenění nové kategorie demodikózy, která se nachází v oblasti tlapek a pro zvíře je velmi nepříjemná a bolestivá. Obvykle je doprovázena bakteriální infekci a může způsobit i kulhání. Onemocnění může prozradit nápadné olizování končetin. Může se objevit jako pozůstatkem nevyléčené generalizované demodikózy a nebo bez ohledu na předchozí výskyt.

## Léčba
Spontánní forma se obvykle neléčí, protože u většiny štěňat dojde k samovolnému uzdravení. Léčba není vždy úplně jednoduchá, protože se odvíjí od formy demodikózy. Dobrou zprávou je, že ve většině dojde k celkovému vyléčení, nicméně i tak postižený pes (či zvíře) zůstává do konce svého života nosičem parazita.
Na trhu se nachází mnoho přípravků, které při pravidelném užívání ve většině případů vyléčí demodikózu (úspěšnost léčby i nad 90%). Například lék Milbemax, který veterinární lékař napočítá na hmotnost psa. Po pravidelném užívání v délce minimálně 5–6 měsíců dojde většinou k postupnému zlepšování stavu nejprve od hlavy a pak celého těla.

### Postup léčby
Oholí se místa s výskytem demodikózy. Odstraní se vytvořené šupinky na postižených místech pomocí speciálního šampónu s obsahem chlorhexidin nebo koupelemi v roztoku amitrazu. Tyto koupele je nutné provádět v intervalu 2–10 dní, do chvíle než místa začínají obrůstat srstí (a zároveň do návštěvy veterináře). Zvířeti se během léčby podávají také vitamíny (E, K) či minerály (zinek, selen). Vzhledem k životnímu cyklu trudníka je nutné koupele provádět po dobu 1–2 měsíců a také 2–3 kontroly u veterináře.

### Možnosti léčby
- Antibakteriální koupele: uplatňují se obvykle u štěňat nebo u forem spontánních, kdy dochází obvykle po dovršení 18 měsíců k samovolnému vyléčení, díky posílení imunitního systému jedince.
- Antibakeriální a antiparazitální léčba: uplatňuje se o generalizované formy, jak suché, tak hnisavé, kde je nutné léčit i druhotně přítomnou bakteriální infekci.
- (Podpora imunitního systému: různé vitamíny a minerály pro podporu pokožky a srsti. Obvykle se užívá i preventivně, pokud jedinec trpěl v minulosti nějakou formou demodikózy, stejně tak štěňatům s lokální spontánní demodikózou).

### Kontrolní vyšetření
Pro úspěšné vyléčení jsou nutné kontroly, které probíhají v odstupu 2-3 týdnů, kdy je vždy proveden kožní seškrab, který je následně prozkoumán pod mikroskopem. Délka léčby je vždy individuální a kontroly se provádí tak dlouho, dokud není kožní seškrab negativní. Ze seškrabu se hodnotí celkový počet parazitů na dílčí jednotku, podíl živých a mrtvých jedinců a počet juvenilních jedinců (larvální a nymfální stádia). Kontrolní seškraby se odebírají vždy ze stejného ložiska nebo generalizovaného místa. Nutné je, aby kontrolní seškrab byl minimálně dvakrát po sobě negativní.

## Prevence
Počet případů demodikózy neustále roste, proto je nutné věnovat pozornost prevenci, přestože ve většině případů se demodikóza sama vyléčí. Aby jedinec demodikózou netrpěl je nutné, aby byl v dobré fyzické i psychické kondici a nedocházelo tak k celkovému oslabování zdraví. U jedinců se sníženou imunitní reakcí je nutno dbát na správnou hygienu a obezřetně postupovat v případě jakéhokoliv onemocnění. U chovných psů (ale v zásadě i obecně) se nedoporučuje krytí dvou nemocných psů, respektive psa a feny, u kterých došlo k projevu onemocnění během jejich života a byla nutná léčba. U těchto psů je předpoklad, že mají oslabený imunitní systém po rodičích a tak ho přenáší na potomky. Narozená štěňata nemusí být nutně postižená onemocněním, ale mohou být i přenašeči, proto je vždy lepší vybírat do chovu psa či fenu, u nichž bude riziko přenosu na štěňata malé nebo vůbec žádné.
Vhodné také není péči u zvířat příliš přenášet, protože kůže se přirozeně mastí a častým koupáním, které zvyšuje citlivost pokožky, proto je vhodné preventivně používat i antiparazitní šampóny, podávat přípravky s obsahem vitamínů a zinku, pravidelné očkování a odčervení, zastříhávat drápky a minimalizovat kontakt s neznámými psy. U lidí se například doporučuje detoxikace pomocí mořských řas či sinic.
Jako preventivní opatření lze použít také některé přípravky jako je stronghold nebo advantix.

## Zajímavosti
- Demodikóza není dědičná, pouze lze zdědit predispozici pro oslabený imunitní systém. Obvykle tací jedinci jsou náchylní vůči parazitům obecně, nelze „zdědit“ oslabený imunitní systém jen na jednoho parazita.

- Pokud štěňata trpí demodikózou ještě po uplynutí 18 měsíců, je matka štěňat (fena) vyřazena z chovu, jelikož může být potenciální přenašečkou snížené imunity. Kdyby k vyřazení nedošlo, mohla by se predispozice šířit v dalších generacích.

- V Pensylvánii byl zaznamenán kuriózní případ, kdy údajně došlo k přenosu trudníka psího na člověka. Kromě psa musel léčbu prodělat i jeho majitel.

### Externí video
- Demodikóza na YouTube.com